# Orthopyxis mollis
Orthopyxis mollis är en nässeldjursart som först beskrevs av Eberhard Stechow 1919.  Orthopyxis mollis ingår i släktet Orthopyxis och familjen Campanulariidae. Inga underarter finns listade i Catalogue of Life.